# ساره ادلر
سارة أدلر (بالفرنسية: Sarah Adler)‏
```
هي 
ممثلة
 
فرنسية
، ولدت في 18 يونيو 1978 
بباريس
 في 
فرنسا
.
[
2
]
```

## أعمال

### أفلام
- (2006) ماري أنطوانيت[3]
- (2011) تأهيل
- (2013) أنا عربية

## وصلات خارجية
- ساره ادلر على موقع IMDb (الإنجليزية)
- ساره ادلر على موقع قاعدة بيانات الأفلام العربية
- ساره ادلر على موقع ألو سيني (الفرنسية)
- ساره ادلر على موقع أول موفي (الإنجليزية)
- ساره ادلر على موقع قاعدة بيانات الأفلام السويدية (السويدية)
- ساره ادلر على موقع ديسكوغز (الإنجليزية)
- ساره ادلر على موقع قاعدة بيانات الفيلم (الإنجليزية)
- ساره ادلر على موقع كينوبويسك (الروسية)